# Mohammad Yazdi
Pour les articles homonymes, voir Yazdi.
 (septembre 2009).
Si vous disposez d'ouvrages ou d'articles de référence ou si vous connaissez des sites web de qualité traitant du thème abordé ici, merci de compléter l'article en donnant les références utiles à sa vérifiabilité et en les liant à la section « Notes et références ».
Mohammad Yazdi (en persan : محمد یزدی), né le 2 juillet 1931 à Ispahan et mort le 9 décembre 2020 à Qom, est un membre du clergé et un homme politique iranien.  
Il est à la tête du système judiciaire iranien entre 1989 et 1999, à la suite de l'ayatollah Abdul-Karim Mousavi Ardebili. C'est l'ayatollah Hashemi Shahroudi qui prend sa succession. 
Le 10 mars 2015, il est élu président de l'Assemblée des experts en battant l'ancien président de la république Hachemi Rafsandjani à 47 voix contre 24.

## Biographie
Mohammad Yazdi est né en 1931 à Ispahan dans une famille religieuse. Son père lui fait personnellement sa première éducation en lui apprenant le persan, à compter et le Coran. Il se rend ensuite à l'école de Maktab puis finit son apprentissage à l'Université de Qom.
Avant la révolution islamique, il donne des conférences dans des mosquées et des maisons de savants. Il donne également des cours de morale. Yazdi est plusieurs fois arrêté par la SAVAK qui le soupçonne d'activités anti-impériales.
Il est nommé membre de l'assemblée des experts chargés de la rédaction de la constitution en 1979. En 1980, il est élu député de Qom puis de Téhéran en 1984.
Lorsque Ali Khamenei devient Guide suprême de l'Iran, il nomme Yazdi chef du système judiciaire, poste qu'il occupe pendant 10 ans.
Entretemps, il est élu membre de l'assemblée des experts en 1991. Il est président de cette assemblée de 2015 à 2016.
Le 23 mai 2016, il démissionne de ses postes de président et de membre de l'assemblée des experts, pour raison de santé. Le 1er novembre 2016, il démissionne de sa fonction de membre du Conseil des Gardiens.